# Liste von Persönlichkeiten der Stadt Boxberg (Baden)
Diese Liste von Persönlichkeiten der Stadt Boxberg zeigt die Bürgermeister, Ehrenbürger, Söhne und Töchter der Stadt Boxberg und deren Stadtteile (Angeltürn, Bobstadt, Epplingen, Kupprichhausen, Lengenrieden, Oberschüpf, Schwabhausen, Schweigern, Uiffingen, Unterschüpf, Windischbuch und Wölchingen, zum Teil mit weiteren Kleinsiedlungen), sowie weitere Persönlichkeiten, die mit Boxberg verbunden sind. Die Liste erhebt keinen Anspruch auf Vollständigkeit.

## Bürgermeister

### Bürgermeister von Boxberg
Folgende Personen waren Bürgermeister von Boxberg:
- Bis 2005: Horst Hollenbach[1]
- 2005–2021: Christian Kremer[1][2]
- Seit 2021: Heidrun Beck[3]

### Bürgermeister der Altgemeinden und heutigen Stadtteile
Folgende Personen waren Bürgermeister von Angeltürn:
- 1875–1902: Karl Böres
- 1902–1920: Burkhard Volk
- 1920–1938: Albert Böres
- 1938–1941: Emil Merkert
- 1941–1945: Karl Zorn
- 1945–1954: Eugen Kettemann
- 1954–1956: Emil Merkert
- 1956–1973: Alois Böres – Bürgermeister bis zur Eingemeindung der Gemeinde Angeltürn zur Stadt Boxberg am 1. Januar 1973, danach als Ortsvorsteher bis 1984.

## Ehrenbürger
Folgenden Personen, die sich in besonderer Weise um das Wohl oder das Ansehen der Kommune verdient gemacht haben, verlieh die Stadt Boxberg das Ehrenbürgerrecht:
- Alois Böres (* 1921; † 2014) (Ernennung am 25. Februar 1985)[4]
- Karl Hofmann (* 1867; † 1966).[5]
- Horst Hollenbach (* 1943).[6]

## Söhne und Töchter der Stadt
Folgende Personen wurden in Boxberg (bzw. in einem Stadtteil des heutigen Stadtgebiets von Boxberg) geboren:

### 17. Jahrhundert
- Maria Eleonore von Dernbach (* 16. Februar 1680 im Stadtteil Unterschüpf; † 26. April 1718), Gräfin von Wiesentheid, 1697–1704.

### 19. Jahrhundert
- Wilhelm Höchstetter (* 5. April 1838 in Uiffingen; † 15. August 1907), badischer Kirchenrat und Autor der ersten Lörracher Stadtchronik
- Gustav Friedrich Adolph Vulpius (* 9. Juni 1839 in Boxberg; † 5. August 1917), deutscher Apotheker. Er gehörte zu den bekanntesten pharmazeutisch-fachwissenschaftlichen Schriftstellern des ausgehenden 19. Jahrhunderts.
- Oskar Vulpius (* 30. Januar 1867 in Boxberg; † 28. Juli 1936), deutscher Orthopäde.
- Jakob Wilhelm Reichert (* 13. März 1885 in Boxberg; † 17. Januar 1948), deutscher Wirtschaftswissenschaftler, Verbandsfunktionär und Politiker (DNVP).
- Edmund Nied (* 27. März 1889 in Boxberg; † 27. März 1939), deutscher Priester und Namenforscher.
- Gert Louis Lamartine (* 20. Juli 1898 in Uiffingen; † 9. Januar 1966), deutscher Maler, Bildhauer und Innenausstatter.

### 20. Jahrhundert
- Renate Heinisch (* 15. Dezember 1937 in Boxberg), deutsche Apothekerin und ehemalige Politikerin der CDU.
- Dora Flinner (* 19. Februar 1940), Boxberger Landwirtin und Politikerin (Die Grünen), MdB 1987–1990.
- Reinhold R. Geilsdörfer (* 1950 im Stadtteil Wölchingen) ist ein deutscher Ingenieur und ehemaliger Hochschullehrer. Er war von 2010 bis Ende Januar 2016 Präsident der Dualen Hochschule Baden-Württemberg (DHBW) und ist seit Februar 2016 als Geschäftsführer der Dieter-Schwarz-Stiftung für den gesamten Hochschulbereich der Stiftung verantwortlich.[7]
- Ludwig Gramlich (* 28. Januar 1951 in Boxberg), deutscher Professor für öffentliches Recht.
- Sybille Reichert (* 1962 in Boxberg; † 15. November 2013), Künstlername „Nänzi“,[8] deutsche Bildhauerin.

## Weitere mit Boxberg in Verbindung stehende Personen

### 19.–20. Jahrhundert
- Oberamtmänner und Landräte des Bezirksamts Boxberg (1813 bis 1857, 1864 bis 1872 und 1898 bis 1924).
- Während der NS-Zeit ermordete Einwohner (1933–1945): Die während der Zeit des Nationalsozialismus von 1933 bis 1945 ermordeten Einwohner von Boxberg werden in den Artikeln der jüdischen Gemeinden Angeltürn und Unterschüpf erwähnt.